# 6697 Celentano
6697 Celentano este un asteroid din centura principală de asteroizi.

## Descriere
6697 Celentano este un asteroid din centura principală de asteroizi. A fost descoperit pe 24 aprilie 1987 la Observatorul Kleť de Zdeňka Vávrová. Asteroidul prezintă o orbită caracterizată de o semiaxă mare de 3,23 ua, o excentricitate de 0,06 și o înclinație de 11,6° în raport cu ecliptica.